# Britânia Sport Club
El Britânia Sport Club fou un club de futbol brasiler de la ciutat de Curitiba a l'estat de Paranà.

## Història
El Britânia Sport Club va ser fundat el 19 de novembre de 1914, per la fusió dels clubs Leão Foot-Ball Club i Tigre Foot-Ball Club. Va guanyar el Campionat paranaense els anys 1918, 1919, 1920, 1921, 1922, 1923, i 1928. Es fusionà amb Palestra Itália Futebol Clube i Clube Atlético Ferroviário el 1971, formant el Colorado Esporte Clube.

## Estadi
El Britânia jugava a l'Estadi Paula Soares Neto amb capacitat per a 4.000 espectadors. Fou inaugurat el 1943 enfront l'Avaí (amb derrota 1-4) i demolit el 1998.

## Palmarès
- Campionat paranaense:
  - 1918, 1919, 1920, 1921, 1922, 1923, 1928